# DMX Krew

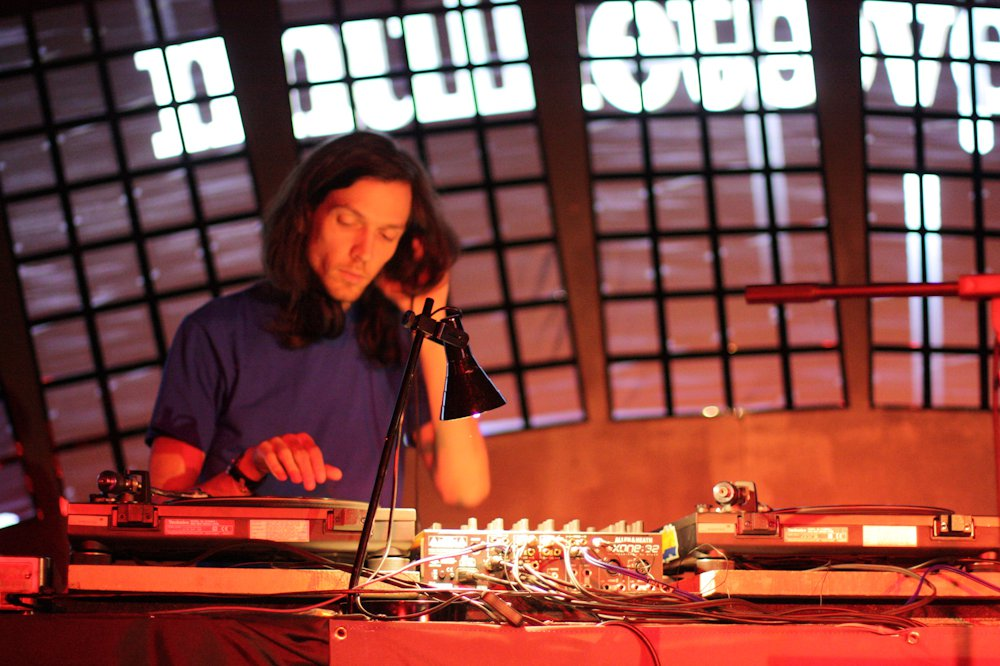
DMX auf der ShareConference (2012)

DMX Krew (auch bekannt unter EDMX) ist ein Pseudonym des britischen Electro-Musikers Edward „Ed“ Upton. Als DMX Krew veröffentlichte er auf Aphex Twins Label Rephlex Records und seinem eigenen Label Breakin’ Records seit 1996 mehrere Alben und eine Vielzahl von Singles und EPs. Der Klang der DMX Krew wird weitestgehend als Electro eingeordnet, zeigt jedoch auch deutliche Einflüsse von Hip-Hop oder 1980er Jahre Synthie-Pop.

## Diskographie

### Alben
- Sound of the Street (1996)
- Ffressshh! (1997)
- Nu Romantix (1998)
- We are DMX (1999)
- The Collapse of the Wave Function LP (2004)
- Many Worlds (The Collapse Of The Wave Function Volume 4) (2005)
- The Transactional Interpretation (The Collapse Of The Wave Function Volume 5) (2005)
- Kiss Goodbye (2005)
- Wave:CD (2005)
- Sound Of The Street (2011, Breakin Records, Re-Issue)
- Shape Shifting Shaman (2014, Breakin Records)
- 100 Tears (2014, Fundamental Records)
- You Exist (2016, Hypercolour)
- Strange Directions (2017, Hypercolour)
- Glad To Be Sad (2019, Hypercolour)
- Libertine 12 (2019, Libertine Records)
- Opal Beats (2020, Balkan Vinyl)

### EPs and Singles
- Got You on My Mind (1994)
- Cold Rockin' with the Krew (1996)
- DMX Bass/Rock Your Body (1997)
- You Can't Hide Your Love (1997)
- You Can't Hide Your Love Remixes (1997)
- Adrenalin Flow (1998)
- Party Beats (1998)
- Showroom Dummies (1998)
- 17 Ways to Break My Heart (1998)
- Smash Metal (1999, Doppel-7" mit Chicks on Speed)
- Back to the Bass (1999)
- Seedy Films (2002)
- Soul Miner (2002)
- The Collapse of the Wave Function Volume 1 (2004)
- The Collapse of the Wave Function Volume 2 (2004)
- Body Destruction (2005)
- Snow Cub (2007)
- Ionospheric Exploration (2008)
- SH101 Triggers MS10 (2008)
- Bass Drop (2008)
- Bongard Problems (2009)
- Wave Funk Volume 1 (2009)